# Józef Kubis (duchowny)
Józef Kubis (ur. 15 lipca 1867 w Kujakowicach Dolnych, zm. 1 listopada 1942 w Głuchołazach) – duchowny rzymskokatolicki pochodzenia niemieckiego, proboszcz parafii św. Józefa w Katowicach-Załężu, oficjał trybunału katowickiego, kanonik, prałat.

## Życiorys

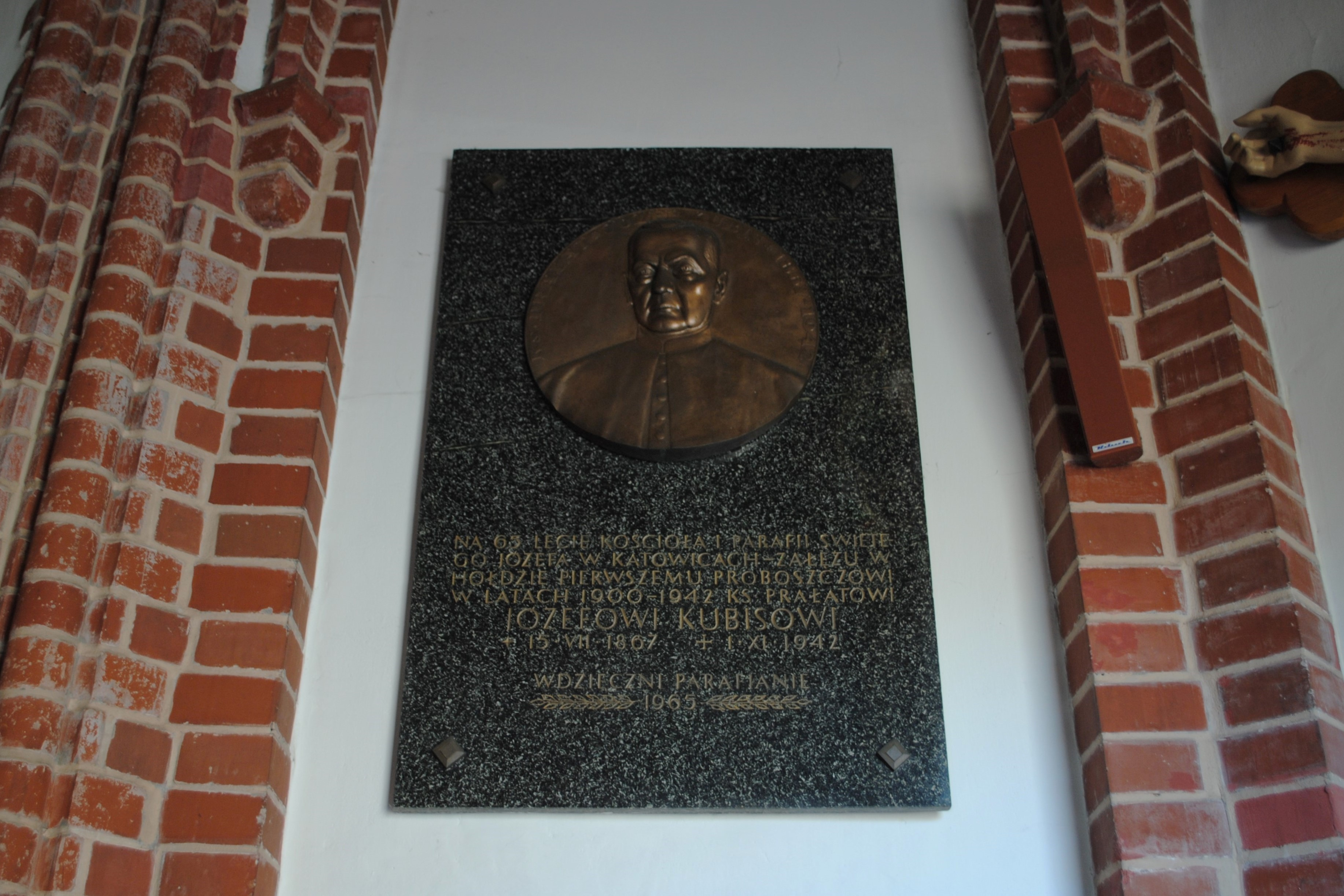
Tablica w kruchcie kościoła pw. św. Józefa w Katowicach, upamiętniająca ks. prałata Józefa Kubisa (2024)

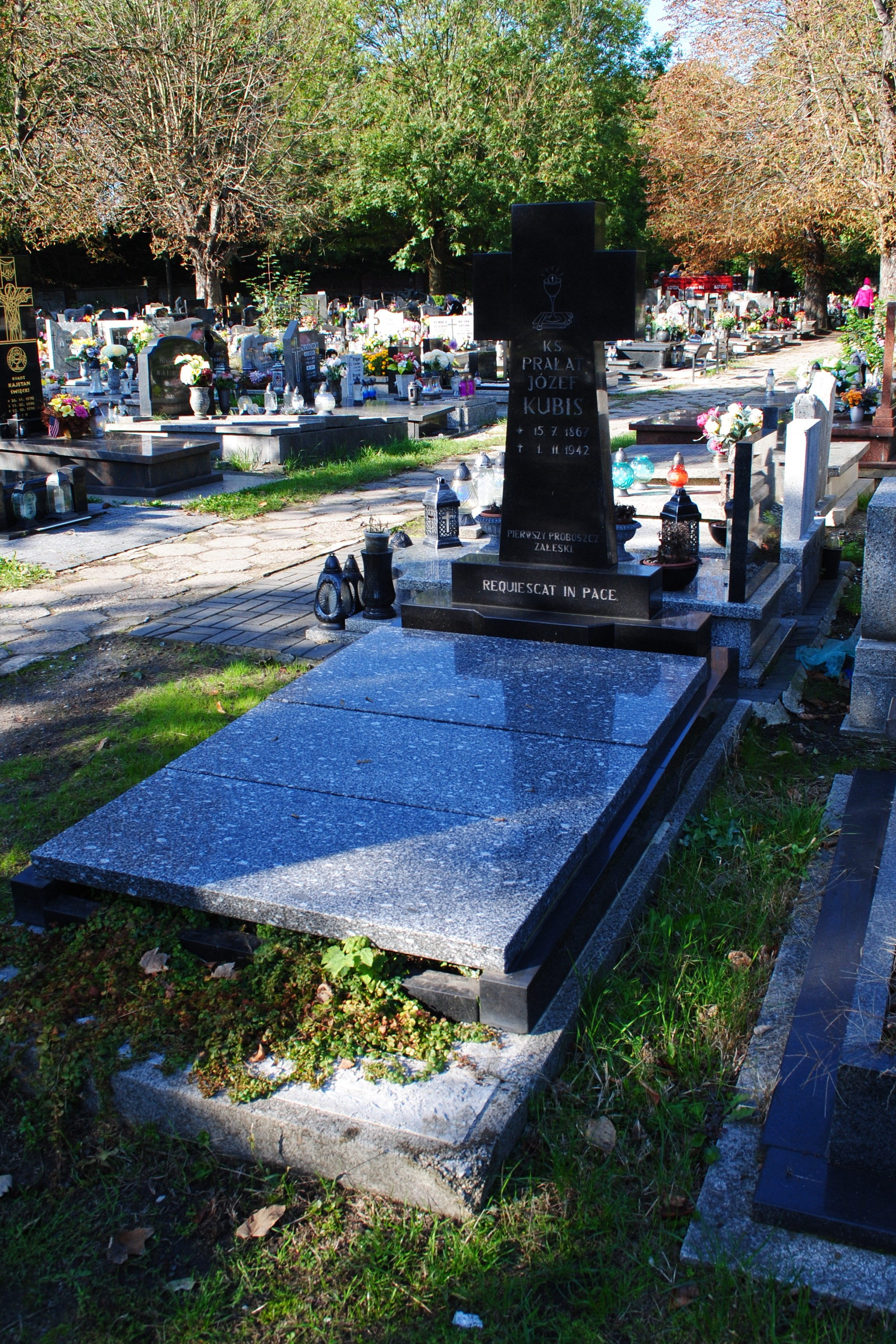
Nagrobek ks. prałata Józefa Kubisa na załęskim cmentarzu (2024)

Urodził się 15 lipca 1867 roku w Kujakowicach Dolnych. W 1887 roku podjął studia teologiczne. 23 czerwca 1891 roku przyjął święcenia kapłańskie z rąk bpa wrocławskiego Georga von Koppa, po czym rozpoczął posługę duszpasterską jako wikariusz najpierw w parafii św. Marii Magdaleny w Chorzowie Starym (w latach 1891–1895), a następnie w Opolu (lata 1895–1900). W trakcie posługi w parafii starochorzowskiej 28 listopada 1892 roku założył Towarzystwo św. Alojzego w Dębie, do którego w tym czasie przynależała parafia.
W 1900 roku został proboszczem załęskiej parafii św. Józefa. 8 listopada został poświęcony nowo wybudowany kościół pw. św. Józefa, a podczas tej uroczystości został on wprowadzony w nowy urząd. Odprawił uroczystą sumę z asystą, po której wygłosił kazania najpierw w języku polskim, a następnie po niemiecku.
15 czerwca 1916 roku został nominowany dziekanem dekanatu mysłowickiego, do którego należała wówczas parafia w Załężu. Obowiązki te objął z rąk ks. prałata Wiktora Schmidta. Pełnił tę funkcję do 1923 roku. Po utworzeniu wówczas dekanatu katowickiego został jego pierwszym dziekanem. 8 maja 1920 roku został kuratorem konwiktu biskupiego w Bytomiu.
Zarówno w czasie I wojny światowej, jak i zaraz po niej, zwłaszcza w okresie plebiscytu na Górnym Śląsku, brał udział w wielu konferencjach o charakterze diecezjalnym. Z racji swojego niemieckiego pochodzenia optował za pozostawaniem regionu w graniach Niemiec, lecz była to jedynie deklaracja polityczna, ponieważ jako kapłan stał na stanowisku, że w działalności duszpasterskiej jednakowo trzeba traktować zarówno niemieckich, jak i polskich parafian, będąc pod tym kątem cenionym przez obydwie grupy. W 1922 roku część Górnego Śląska wraz z Załężem została przyłączona do Polski. 31 maja tego samego roku na probostwie załęskim zorganizował zebranie niemiecko identyfikujących się duchownych celem omówienia bieżącej sytuacji politycznej i kościelnej oraz zaplanowania dalszych działań.
W latach 1922–1925 był członkiem Rady Konsultorów Administracji Apostolskiej Górnego Śląska.
1 lutego 1923 został oficjałem I Trybunału Katowickiego, mianowany na to stanowisko przez ówczesnego administratora apostolskiego ks. Augusta Hlonda. Pełnił tę funkcję do 25 lutego 1927 roku – zastąpił go ks. Wilhelm Kasperlik. Po powołaniu diecezji katowickiej został członkiem kapituły katedralnej jako jedyny kanonik niemieckiego pochodzenia. W diecezji katowickiej był m.in. komisarzem biskupim północnego komisariatu i komisji technicznej budowy katedry pw. Chrystusa Króla. Był także członkiem zarządu powołanego w 1927 roku Zjednoczenia Kapłanów „Unitas” Diecezji Katowickiej.
W 1931 roku mianowany został prałatem domowym Jego Świątobliwości. Godności tej dostąpił w uznaniu zasług, jakie miał dla Kościoła, parafii i diecezji, pełniąc w niej różne ważne funkcje.
4 października 1931 roku poświęcił kościół pw. Opatrzności Bożej w Katowicach-Zawodziu. Po śmierci ks. Jana Główczewskiego w latach 1934–1935 pełnił funkcję tymczasowego administratora parafii śś. Jana i Pawła Męczenników w Katowicach-Dębie. Dla mieszkańców Załęskiej Hałdy w 1936 roku w pomieszczeniu wynajętego przez niego miejscowej restauracji Günthera powstała kaplica, przy której w 1942 roku ustanowiono parafię śś. Cyryla i Metodego. 7 sierpnia 1938 roku odprawił pierwszą, uroczystą mszę św. w kościele pw. Przemienienia Pańskiego, który został wcześniej przejęty od katowickiej gminy starokatolickiej. 12 listopada 1939 roku dokonał poświęcenia józefowieckiego kościoła pw. św. Józefa Robotnika. Pierwotnie miał to zrobić ks. bp Stanisław Adamski, lecz wybuch II wojny światowej to uniemożliwił.
13 kwietnia 1942 roku skierował do kurii katowickiej prośbę, by wikariusz ks. Łukasz Globisz został jego zastępcą – wikariuszem substytutem. Jeszcze w tym samym roku udał się na leczenie do uzdrowiska w Głuchołazach, gdzie zmarł 1 listopada 1942 roku. Ceremonia pogrzebowa odbyła się 5 listopada, a uczestniczyło w niej 106 kapłanów, w tym m.in. biskup-sufragan wrocławski Joseph Ferche, a wikariusz generalny ks. Franciszek Woźnica w mowie pożegnalnej głosił: „Jaki prałat i kanonik ks. Kubis wywierał potężny wpływ na wszelkie ważniejsze decyzje powzięta w młodej diecezji katowickiej”. Pochowany został na załęskim cmentarzu parafialnym przy ulicy P. Pośpiecha.

## Życie prywatne
Był z pochodzenia Niemcem. Jego dwaj bracia Roman i Edmund także zostali duchownymi – młodszy Roman przyjął święcenia kapłańskie 2 lipca 1901 roku, a Edmund 2 lipca 1906 roku.

## Odznaczenia
- Krzyż Kawalerski Rycerzy Bożego Grobu[5][24]
- Krzyż Komandorski Rycerzy Bożego Grobu[5][24]

## Upamiętnienie
- Tablica pamiątkowa w kruchcie kościoła pw. św. Józefa w Katowicach, umieszczona w 1965 roku[25].